# Sergiu Celibidache
Sergiu Celibidache (IPA: [ˈserd͡ʒju t͡ʃelibiˈdake]; Roman, 28 giugno 1912 – La Neuville-sur-Essonne, 14 agosto 1996) è stato un direttore d'orchestra, compositore e insegnante rumeno con cittadinanza tedesca, membro onorario dell'Accademia rumena.

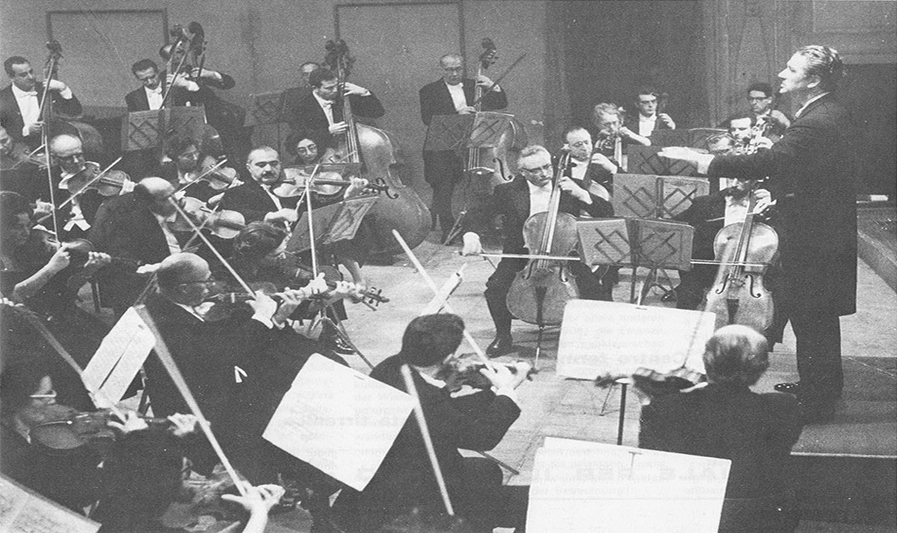
Celibidache sul podio dell'Orchestra Sinfonica Siciliana

Formatosi nella sua nativa Romania, e poi a Parigi e Berlino, la carriera musicale di Celibidache ha attraversato più di cinque decenni, includendo permanenze in carica come direttore principale dell'Orchestra Sinfonica Siciliana a  Palermo dal 1950 al 1970, dell'Orchestra Sinfonica di Torino della RAI, dei Münchner Philharmoniker, dei Berliner Philharmoniker e di diverse orchestre europee. Più tardi nella vita, ha insegnato alla Università di Magonza in Germania e al Curtis Institute of Music di Filadelfia, Pennsylvania.

## Biografia
Celibidache, inizialmente, studiò matematica e filosofia all'Università di Bucarest, laureandosi in ambedue le discipline. In un secondo momento, iniziò, altresì, ad occuparsi di musicologia storica e applicata, conseguendo a Berlino la laurea anche in tale disciplina, con una dissertazione su Josquin de Pres.
Dal 1945 al 1946 dirige l'orchestra sinfonica della RIAS (Radio In American Sector) di Berlino, ora conosciuta come Deutsches Symphonie Orchester Berlin.
Dal 1945 al 1952 fu nominato direttore ad interim dei prestigiosi Berliner Philharmoniker in sostituzione di Wilhelm Furtwängler, sospeso dall'incarico per i rapporti avuti con il regime nazista. Dopo alcuni anni di felice collaborazione, nel 1955 la direzione dell'orchestra berlinese venne affidata ad Herbert von Karajan, con una decisione che porterà Celibidache a non dirigere più l'orchestra fino alla morte di Karajan.
Riapparirà solamente per un'ultima volta nel 1992, non senza molti ripensamenti, a dirigere l'orchestra berlinese nella Sinfonia n.7 di Bruckner.
Negli anni cinquanta collaborò con diverse orchestre radiofoniche a Stoccolma, Caracas e Parigi.
Per il Teatro alla Scala di Milano diresse nel 1953 un concerto con Gioconda De Vito, nel 1954 quattro concerti due dei quali con Gregor Piatigorsky, nel 1955 due concerti con Ida Haendel, nel 1956 due concerti con Franco Gulli, nel 1958 un concerto, nel 1959 sette concerti, nel 1960 sei concerti, due dei quali con Maurizio Pollini e due con Alexis Weissenberg ed infine nel 1961 quattro concerti.

Sergiu Celibidache nel 1963

Per il Teatro La Fenice di Venezia diresse nel 1953 due concerti nella Basilica di San Marco, nel 1954 tre concerti dei quali uno con Louis Kentner con musiche di Béla Bartók, nel 1955 un concerto con Ida Haendel con musiche di Alfredo Casella, nel 1956 un concerto strumentale con la Sinfonia n. 1 (Beethoven), la Sinfonia n. 8 (Beethoven) e l'Ouverture per l'op. 72: Leonore III, uno con la Sinfonia n. 3 (Beethoven) e la Sinfonia n. 4 (Beethoven), uno con la Sinfonia n. 6 (Beethoven) e la Sinfonia n. 5 (Beethoven), un concerto strumentale con la Sinfonia n. 2 (Beethoven); la Sinfonia n. 7 (Beethoven) ed Egmont (Beethoven), un concerto vocale e strumentale con la Sinfonia n. 9 (Beethoven) con Renata Scotto e Coriolano (ouverture), la prima esecuzione di "Ein deutsches Requiem" di Johannes Brahms, un concerto con la Sinfonia n. 2 e n. 4 di Brahms ed uno con la Sinfonia n. 3 e la n. 1. Nel 1958 due concerti, nel 1959 quattro concerti, nel 1961 due concerti uno dei quali con il Trio di Trieste, nel 1962 due concerti, nel 1964 Ein deutsches Requiem, nel 1965 due concerti, nel 1966 tre concerti, nel 1967 due concerti di cui uno con Uto Ughi ed infine due nel 1968.
Nel 1956 contribuì alla formazione dell'Orchestra stabile del Teatro Comunale di Bologna, di cui fu il primo direttore.
Nel 1957 diresse la prima esecuzione radiofonica nell'Auditorium Rai di Torino di "Tartiniana II" di Luigi Dallapiccola.
Nel 1959 diresse la prima esecuzione assoluta nell'Auditorio della Conciliazione di Roma di "Undine III" di Hans Werner Henze.
Per molti anni ha vissuto a Lipari.
Dal 1961 ha diretto l'Orchestra Sinfonica della Radio Svedese (Swedish Radio Symphony Orchestra) fino al 1971.
Nella SRT di Stoccolma dirige le première televisive di "Sönerna" di Hilding Rosenberg nel 1964 e di "Babels torn" di Hilding Rosenberg nel 1968 e le prime esecuzioni assolute radiofoniche del Concerto per violino e orchestra di Hans Holewa nel 1965, di "Komposition" di Hans Holewa nel 1966, di "Biceps" di Per-Gunnar Alldahl, di "Josef K" di Daniel Börtz nel 1970 e di "Rencontres" di Bengt Hambraeus.
Nel 1968 ha diretto l'Orchestra sinfonica e il Coro della RAI di Torino per un'unica esecuzione registrata del Requiem K.626 di W. A. Mozart, la cui performance magistrale è stimata essere una delle migliori mai eseguite.
Dal 1971 fino al 1977 diresse l'Orchestra Sinfonica della Radio di Stoccarda (Stuttgart Radio Symphony Orchestra).
Dal 1973 al 1975 è stato il direttore principale dell'Orchestre national de France.
Dal 1979 fino alla morte, Celibidache fu il Direttore Musicale (General Musik Direktor) dei Münchner Philharmoniker, che sotto la sua direzione raggiunsero risonanza internazionale. In quegli anni si consolidò la sua fama di direttore delle opere di Anton Bruckner. È stato altresì uno dei pochi direttori al mondo che durante tutto l'arco della sua vita e carriera non ha mai diretto una sola opera teatrale, in quanto Celibidache vedeva nel melodramma e nel teatro musicale in genere un senso di profonda decadenza e corruzione dei valori più nobili e costruttivi del rapporto individualistico compositore-esecutore, entrambi fine a se stessi.
Personaggio eccentrico e dal carattere imprevedibile, nemico acerrimo dell'utilizzo discografico e del consumismo ad esso associato oltre che della routine in generale, Celibidache ha sempre rifiutato di effettuare registrazioni perché riteneva che la musica, «pensata per essere tramandata a mezzo di scrittura», fosse incompatibile con il supporto fonografico e che, per sua stessa natura, prevedesse la condivisione dello stesso spazio da parte dell'esecutore e dello spettatore. Eccetto due sole incisioni all'inizio della sua carriera e una produzione di beneficenza per l'UNICEF con composizioni proprie (Der Taschengarten del 1979), non esiste nessuna registrazione ufficiale di Celibidache. Soltanto dopo la sua morte sono state rese pubbliche alcune registrazioni di suoi concerti, non senza provocare contestazioni.
Il suo rapporto con il pianista Arturo Benedetti Michelangeli fu di grande amicizia. Rilevante l'esecuzione, sotto la sua direzione del concerto in sol di Maurice Ravel e del terzo e quinto concerto di Beethoven.
Secondo le ultime ricerche ha composto almeno quattro sinfonie ed un requiem.
Nel 1992 Sergiu Celibidache fu onorato con la cittadinanza onoraria della città di Monaco. Spesso è riportato che Celibidache fu il primo straniero a ricevere questo onore ma per correttezza è bene precisare che in quel momento aveva già ottenuto la cittadinanza tedesca. In precedenza aveva rifiutato per decenni la cittadinanza tedesca per il suo legame a Berlino e possedeva solamente un passaporto di Berlino ovest.
Per i suoi meriti artistici Sergiu Celibidache è stato anche dichiarato membro d'onore dell'Accademia Rumena (1992); ha ricevuto la laurea honoris causa all'Università di Iaşi (1992) ed è stato insignito dell'Ordine di Massimiliano per le scienze e le arti (Germania, 1993).
Durante gli anni della sua direzione dei Münchner Philharmoniker, si sviluppò una lunga controversia legale fra l'orchestra e la trombonista americana Abbie Conant, che dopo aver vinto in completo anonimato il posto di 1' Trombone dell'orchestra, si vide negare da Celibidache la possibilità di lavorare nel suo ruolo. Dopo tredici anni di scontri e contestazioni giudiziarie, ha prevalso la posizione della musicista americana, che però nel frattempo aveva lasciato l'orchestra, avendo vinto il posto di Professore presso la Scuola Superiore di Musica di Trossingen. L'intera vicenda è stata raccontata nel 1994 dal compositore William Osborne (marito della Conant) che denunciò, citando numerosi episodi, il sessismo di Celibidache nei confronti delle donne musiciste. Ebbe inoltre, in più occasioni, espressioni poco gentili e sprezzanti nei confronto di colleghi, quali Karajan e Karl Böhm, che provocarono la reazione indignata e al tempo stesso ironica di Carlos Kleiber.
Il 23 dicembre 1999 è stata creata a Monaco di Baviera la fondazione "Sergiu Celibidache", dedicata alla costruzione di un archivio musicale, con particolare riguardo alle sue opere.

## Discografia parziale
- Bach, Mass in B Minor - Münchner Philharmoniker/Sergiu Celibidache, EMI
- Beethoven, Symphonies Nos. 2 & 4 - Münchner Philharmoniker/Sergiu Celibidache, EMI
- Beethoven, Symphony No. 3 - Münchner Philharmoniker/Sergiu Celibidache, EMI
- Beethoven, Symphonies Nos. 4 & 5 - Münchner Philharmoniker/Sergiu Celibidache, EMI
- Beethoven, Symphony Nos. 7 & 8 - Münchner Philharmoniker/Sergiu Celibidache, EMI
- Beethoven, Symphony No. 9 - Sergiu Celibidache, EMI
- Brahms: Ein Deutsches Requiem, Symphony No. 1 - Münchner Philharmoniker/Sergiu Celibidache, EMI
- Brahms, Symphonies Nos. 1-4 - Radio-Sinfonieorchester Stuttgart/Sergiu Celibidache, Deutsche Grammophon
- Brahms, Nos. Symphonies 2-4 - Münchner Philharmoniker/Sergiu Celibidache, EMI
- Bruckner, Mass No. 3 in F Minor - Münchner Philharmoniker/Sergiu Celibidache, EMI
- Bruckner, Symphony No. 4 - Münchner Philharmoniker/Sergiu Celibidache, EMI
- Bruckner, Symphony No 7 In E Major - Sergiu Celibidache, EMI
- Bruckner, Symphony No. 8 - Münchner Philharmoniker/Sergiu Celibidache, EMI
- Faure: Requiem - Stravinsky: Symphony Of Psalms - Münchner Philharmoniker/Sergiu Celibidache, EMI
- Mozart, Requiem in D Minor - Münchner Philharmoniker/Sergiu Celibidache, EMI
- Prokofiev, Symphonies 1 & 5 - Münchner Philharmoniker/Sergiu Celibidache, EMI
- Rimsky-Korsakov, Scheherazade - Münchner Philharmoniker/Sergiu Celibidache, EMI
- Roussel: Orchestral Suites - Milhaud: Suite Francaise & Percussion Concerto - Münchner Philharmoniker/Sergiu Celibidache, EMI
- Schumann: Symphony No. 2 - Brahms: Variations - Münchner Philharmoniker/Sergiu Celibidache, EMI
- Schumann & Tchaikovsky: Piano Concertos - Daniel Barenboim/Münchner Philharmoniker/Sergiu Celibidache, EMI
- Shostakovich: Symphonies 1 & 9 - Barber: Adagio for Strings - Münchner Philharmoniker/Sergiu Celibidache, EMI
- Tchaikovsky, Symphony No. 4 & Nutcracker Suite - Münchner Philharmoniker/Sergiu Celibidache, EMI
- Tchaikovsky, Symphony No. 5 - Münchner Philharmoniker/Sergiu Celibidache, EMI
- Verdi, Messa Da Requiem - Münchner Philharmoniker/Sergiu Celibidache, EMI
- Wagner - Münchner Philharmoniker/Sergiu Celibidache, EMI
- Italian Opera Overtures - Münchner Philharmoniker/Sergiu Celibidache, EMI